# Strychnine
Pour les articles homonymes, voir Strychnine (homonymie).
 (juillet 2025).
La strychnine est un alcaloïde très toxique extrait de la noix vomique, graine de l'arbre Strychnos nux-vomica. À très faible concentration, comme beaucoup d'alcaloïdes, il est utilisé en pharmacie pour ses propriétés stimulantes. Il était autrefois utilisé dans la lutte contre les corbeaux et les petits rongeurs.
En France, la strychnine est interdite depuis 1982 dans la médecine humaine, et retirée de la vente comme raticide depuis 1999,.

## Propriétés physiques et chimiques
Deux pharmaciens français, Pierre Joseph Pelletier et Joseph Caventou, isolèrent la strychnine en 1818. La strychnine s'obtient en râpant la noix vomique dans l'alcool bouillant puis en distillant la liqueur obtenue.
Les cristaux sont des prismes rhomboïdaux. Ils sont incolores, inodores, mais de forte saveur amère. Les solutions sont lévogyres. La structure chimique est complexe ; deux prix Nobel de chimie ont contribué à résoudre le problème : Sir Robert Robinson qui proposa la formule en 1946 et Robert Woodward qui réalisa la synthèse totale en 1954.

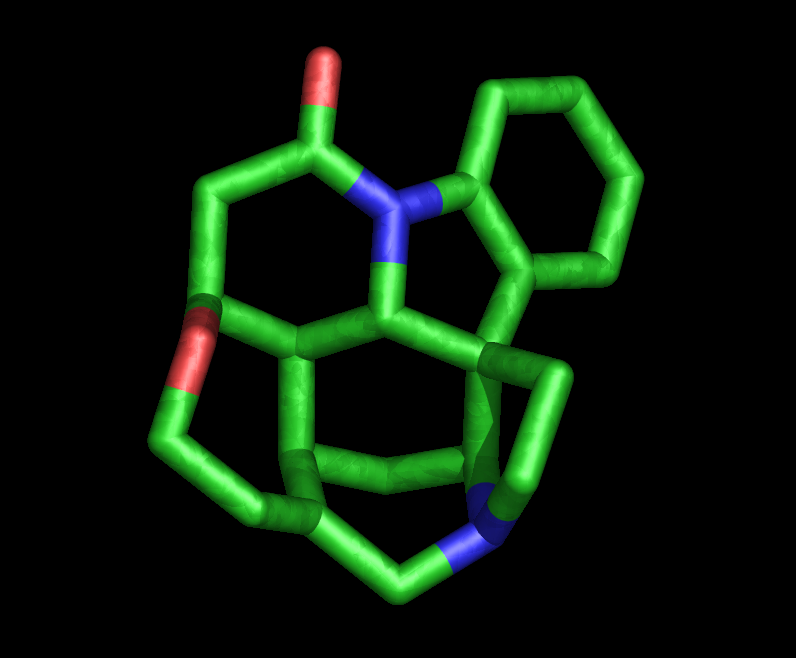
Une vue « 3D » aide à mieux comprendre la complexité structurelle de la molécule.

## Effets sur l'être humain
- La strychnine est un stimulant du système nerveux central. De par son effet psychotrope elle procure à son utilisateur une sensation accrue du goût, de l'odorat et de la vue. À dose moyenne, elle augmente l'amplitude respiratoire.
- À dose létale, 0,2 mg·kg-1 pouvant suffire : spasmes musculaires au bout de 10 à 20 minutes en commençant par la tête et le cou, fortes douleurs, convulsions, arrêt cardiaque, puis la mort par asphyxie. Les meilleurs antidotes sont les barbituriques[10].

## Cas de dopage
- Thomas Hicks devint champion olympique du marathon en 1904, grâce à deux piqûres de strychnine[11].
- Dorando Pietri, aux J.O. de Londres en 1908, dopé à la strychnine lui aussi, s'effondra dans les derniers mètres alors qu'il menait le marathon. Les juges le portèrent jusqu'à l'arrivée. Il fut disqualifié pour « aide étrangère »[12].
- L'haltérophile kirghiz Izzat Artykov, médaillé de bronze dans la catégorie des - 69 kg, est contrôlé positif à la strychnine et est exclu des Jeux de Rio 2016.
- À la fin de la Seconde Guerre mondiale, Adolf Hitler, alors âgé de 56 ans, recevait jusqu'à six piqûres de strychnine par jour pour tenir pendant les bombardements de Berlin par les Soviétiques[13].

## Suicides, assassinats et mort par strychnine
- En 1867, Héli Freymond empoisonne avec de la strychnine le fiancé de sa belle-sœur, Jean Mettraux, après avoir assassiné sa femme avec de l'arsenic[14]. Sa mise à mort est la dernière exécution du canton de Vaud, en Suisse.
- L'empoisonneur de Lambeth, assassin à la strychnine de quatre prostituées, fut pendu en 1892.
- Jane Stanford, cofondatrice de l’université du même nom, est morte en 1905 par empoisonnement à la strychnine sans qu’on connaisse l’origine du produit.
- Le guitariste de blues Robert Johnson aurait été empoisonné à la strychnine à l'aide d'une bouteille de whisky offerte par le tenancier d'un bar, jaloux de le voir tourner autour de sa femme en 1938.
- Le bandit sicilien Gaspare Pisciotta (1924-1954) fut empoisonné en prison par la mafia ; de la strychnine fut versée dans son café.
- Le neurochirurgien réputé Thierry de Martel se suicide le 14 juin 1940 en absorbant de la strychnine alors que les troupes allemandes entrent à Paris. Désespéré, il écrit avant sa mort : « Je vous ai promis de ne pas quitter Paris. Ne vous ai pas dit si j'y resterai mort ou vivant… Adieu. Martel. »
- La brigade SS menée par Oskar Dirlewanger avait coutume de tuer des partisans à l'aide de strychnine, dans un but purement récréatif. Dirlewanger lui même commettait ces assassinats uniquement par plaisir.
- En février 2017, dans la commune de Trois-Ponts, en Belgique, Nancy Krings est condamnée à 20 ans de prison pour l’assassinat de son mari, Bruno Lieber, par empoisonnement à la strychnine[15].

## Apparitions

### Dans les romans policiers
- Par Agatha Christie[16]:
  - L'Arrivée de Mr Quinn (recueil Le Mystérieux Mr Quinn)
  - Comment poussent vos fleurs ? (recueil Le Bal de la victoire)[17]
  - Mort sur le Nil (nouvelle) (recueil Mr Parker Pyne)
  - La mystérieuse affaire de Styles[9]
- Par Georges Simenon :
  - Le Chien jaune
  - Le Port des brumes
  - La Chambre bleue
- Par Henri Vernes : Bob Morane : Le club des longs couteaux
- Par William Burroughs : Le Festin nu
- Par Thomas G. Waddell et Thomas R. Rybolt : L'affaire des cristaux jaunes
- Par Luke Rhinehart : L'Homme-dé
- Par Sir Arthur Conan Doyle : Le Signe des quatre
- Par H. G. Wells : L'Homme invisible[18] (1897)
- Par Vercors : Les Animaux dénaturés (1952)
- Par Paul-Jacques Bonzon : Les Six Compagnons au gouffre Marzal (1963)
- Par Peter Lovesey : La course ou la vie (Wobble to Death, 1970)
- Par James Ellroy : À cause de la nuit (Trilogie Hopkins, t. II, Because the night, 1984)
- Par Robert Ludlum : La Vengeance dans la peau (The Bourne Ultimatum, 1990)
- Par Peter Robinson : Froid comme la Tombe (Cold is the Grave, 2000)
- Par Ghislain Gilberti : Dynamique du chaos (2004)
- Par Philippe Collas : Le Château de l'araignée (2004)
- Par Don Winslow : La Griffe du chien (2005)
- Par Karine Giébel : Les Morsures de l'ombre (2007)
- Par Franck Thilliez : La Mémoire fantôme (2008)
- Par Jocelyne Saucier : Il pleuvait des oiseaux (2011)
- Par Donald Ray Pollock : Le Diable, tout le temps (2011)
- Par Mathias Énard : Rue des voleurs (2012)
- Par Amy Lachapelle : Toxique (2013)
- Par Stephen King : Mr. Mercedes (2015)
- Par Christian White : Le mystère Sammy Went (2020)
- Par Éric Fouassier : Le bureau des affaires occultes (2022)

### Dans la littérature, hors romans policiers
- Par Alexandre Dumas : Le Comte de Monte-Cristo[19] (1846)
- Par Octave Mirbeau : Le Journal d'une femme de chambre (1900)
- Par Jack London : Rien que de la viande, l'histoire de Jees-Uck (nouvelle, septembre 1902)
- Par Vladimir Nabokov : Un coup d'aile (1924)
- Par Alexandra David-Néel : elle l'utilise comme stimulant dans son récit Voyage d'une Parisienne à Lhassa (1927)
- Par Malcolm Lowry : Au-dessous du volcan (1947)
- Par J.M.G. Le Clézio : La Quarantaine (1995)
- Par Jocelyne Saucier : Il pleuvait des oiseaux (2011)
- Par Amy Jo Burns : Les femmes n’ont pas d’histoire (2021)

### Dans la bande dessinée
- Par Rossi/Dorison/Nury : W.E.S.T. - La chute de Babylone (T1)
- Par Juan Díaz Canales et Juanjo Guarnido : Blacksad - L'enfer, le silence (T4)
- Par Jean Van Hamme et William Vance : XIII - El Cascador (T10)

### Dans la chanson
- Dans l'album Solace, le groupe canadien Ion Dissonance a une chanson nommée She's strychnine.
- Strychnine est le nom d'artiste de Gab.357 (ex-Ion Dissonance) dans le groupe de hip hop hardcore montréalais The Crimson Syndicate.
- The Sonics : Strychnine est une chanson originale du groupe garage des années 1960 (album : Here Are the Sonics), reprise plus tard par les Cramps, puis par les Fuzztones.
- Strychnine est un groupe de rock bordelais des années 1980, représentatif de la vague punk-rock français de cette époque (cf. Rock à Bordeaux) ; standard du rock-garage, ce morceau a souvent été repris ou arrangé (cf. Tuepogo E64).
- Dans Le Roi d'Angleterre, Nino Ferrer chante que « Madame Joséphine nourrit de strychnine toutes ses voisines de l'étage au-dessous. »
- Le pseudonyme du chanteur Billie Joe Armstrong de Green Day dans leur side-project The Foxboro Hot Tubs est Reverend Strychnine Twitch. Plusieurs chansons du groupe font par ailleurs référence à la strychnine.
- Un album et un titre du groupe The Veils s'intitulent Nux Vomica, dérivé de Strychnos nux-vomica, arbre produisant la Noix Vomique à partir de laquelle est extraite la Strychnine.
- Dans Pulque Mescal Y Tequila de l'album Eros Über Alles, Hubert-Félix Thiéfaine « … picole en compagnie d'un spectre imbibé de strychnine ».
- La strychnine est mentionnée dans la chanson de Hannah Fury The Necklace of Marie Antoinette.
- Strychnine.213 est le sixième album studio du groupe de Brutal death metal belge Aborted.
- An Antidote for Strychnine est une musique du groupe The Mountain Goats. Cette musique est tirée de l'album In League With Dragons paru en 2019.

### Au cinéma et à la télévision
- Dans le film Entrée des artistes (1938), la jeune Cœcilia se suicide sur scène après avoir remplacé l'eau par de la strychnine dans la fiole versée par son partenaire dans le verre que son personnage doit boire.
- Dans le film d'animation Astérix et Cléopâtre (1968), la strychnine est utilisée comme ingrédient dans la conception du gâteau pour Cléopâtre : le « pudding à l'arsenic ».
- Dans le film Arsenic et vieilles dentelles, les tantes de Mortimer Brewster tuent des vieillards avec un mélange d'arsenic, strychnine et de cyanure.
- Dans le film Barry Lyndon, Lady Lyndon tente de se suicider en ingérant de la strychnine.
- Dans le film d'Alfred Hitchcock Psychose, la strychnine est, d'après le shériff, le poison qu'a utilisé la mère de Norman Bates pour empoisonner son conjoint et pour se suicider.
- Dans le téléfilm Psychose 4 (Psycho IV: The Beginning, 1990), il est révélé que le jeune Norman Bates a assassiné sa propre mère accompagnée de son amant en versant de la strychnine dans les rafraîchissements qu'il devait leur servir.
- Dans le dernier épisode de Prison Break, saison 4, on tente d'empoisonner Sara Tancredi à la strychnine dans la prison où elle est enfermée.
- Dans les épisodes 3 et 4 de la saison 2 de Sur écoute, de la drogue coupée à la strychnine est distribuée dans la prison par un gardien, à son insu, à la suite d'une machination pour lui faire du tort.
- Dans le film Les Dents de la mer (1975), le scientifique spécialisé dans les requins, Matt Hooper, veut neutraliser le requin avec de la strychnine.
- Dans le film Les Nerfs à vif (1962), la chienne de Sam Bowden meurt empoisonnée à la strychnine.
- Dans le film Les Nerfs à vif (1991), Max Cady prétend, afin de justifier sa génétique exceptionnelle, que sa grand-mère sniffait de la strychnine.
- Dans la série télévisée Commissaire Moulin, dans l'épisode intitulé « Zombies », le principal dealer coupe sa cocaïne avec de la strychnine, les acheteurs ne font pas long feu avec ce poison.
- Dans la série en noir et blanc La Famille Addams, Morticia propose, pour se détendre, ce poison à un invité.
- Dans le film Un crime au Paradis, Lucienne Braconier tente d'empoisonner son mari.
- Dans le film L'Appel de la chair (La notte che Evelyn uscì dalla tomba, 1971), le cousin d'Alan, George, fait boire à Gladys du champagne contenant de la strychnine.
- Dans la série Urgences (saison 6, épisode 7), un patient est pris en charge, sauvé in extremis par le Dr Lawrence qui diagnostique l'empoisonnement à la strychnine.
- Dans la série The Knick, Saison 1, épisode 8. Dr Thackery (joué par Clive Owen) prend une dose de strychnine avant d'opérer un patient.
- Amarcord de Fellini (1973) : Miranda (la mère) menace de tuer toute sa famille en mettant de la strychnine dans la soupe.
- The Grand Budapest Hotel (2014) : Madame D. est retrouvée morte empoisonnée à la strychnine.
- Dans la série The Haunting of Hill House (2018), Olivia tente de tuer ses enfants en leur faisant boire de la strychnine, et plus tard Luke frôle la mort après en avoir injecté dans son bras.
- Dans la série Black Mirror, dans l'épisode interactif Bandersnatch, Colin Ritman affirme préférer fumer des cigarettes roulées à celles industrielles en raison de la présence de la molécule dans celles-ci.
- Dans la série Inspecteur Barnaby, saison 5, épisode 16, un riche industriel meurt empoisonné par cette substance cachée dans un paquet de biscuits.
- Dans le film Le Chemin du pardon (2017), Mack verse de la strychnine dans les bouteilles d’alcool de son père après que ce dernier, sous l’influence de la boisson, a passé la nuit à battre son fils attaché à un arbre.

### Au théâtre
- Dans la pièce Le noir te va si bien, Lady Lucy Guilvaillant secoue une bouteille de cognac en chantant la formule de la strychnine : « C21H22N2O2, c'est la formule de la strychnine, C21H22N2O2, cela vous tuerait un troupeau de bœufs. »
- Dans la pièce Le Dindon, de Georges Feydeau, Maggie Soldignac tente de se suicider et de tuer Vatelin — son amant et héros de la pièce — en mettant quelques gouttes de strychnine dans leurs tasses de thé respectives.

### Dans les jeux
- Strychnine est le nom français d'un personnage féminin de la ville de Big Town dans le jeu vidéo Fallout 3.
- La strychnine est aussi évoquée dans le jeu vidéo d'horreur Amnesia: A Machine for Pigs.
- Dans les jeux Pokémon Noir 2 et Blanc 2, la championne d'arène de type poison est Strykna, en référence aussi à la strychnine.
- Dans le jeu Danganronpa V3: Killing Harmony, il est question d'un poison nommé « strike-9 » (lu strike-nine), jeu de mots sur le nom du poison.
- Dans la campagne Par-delà Les Montagnes Hallucinées pour le jeu de rôle L'Appel de Cthulhu, les chiens de l'expédition sont empoisonnés à la strychnine.